# 倉儲城

倉儲城區域

倉儲城（英語：Depot Town）是密歇根州伊普西蘭蒂的一個歷史街區，它包括一些位於店面上方的住宅。倉儲城包括從休倫河到北河街的東十字街，以及北河街300街區的一小塊區域。然而周邊地區的幾個街區也通常被稱為倉儲城的一部分。這些區域包括河濱公園（Riverside Park,）、青蛙島公園（Frog Island Park，兩者都在休倫河上）以及南北延伸數個街區的河街。倉儲城始建於1830年代後期，如今的大部分建築物建於1850年至1880年之間。多年來倉儲城包括酒店、地下鐵道、美國內戰時期的軍營以及連續營業150多年的酒吧和餐館。今天該地區以餐館和商店為主。 倉儲城每年還舉辦幾個大型夏季節日，以及每週的自行車之夜和遊輪之夜。